# Patrick Gomes
Patrick Ignatius Gomes (* 3. November 1941 in Georgetown) ist ein guyanischer Diplomat. Von 2015 bis 2020 war er Generalsekretär der AKP-Gruppe.

## Leben
Gomes studierte Latein, Geschichte und Philosophie (1961–1963) und Kirchenrecht, Theologie und Ethik (1964–1967) am römisch-katholischen Seminar in Mount Saint Benedict, Trinidad und Tobago und wurde am 6. August 1967 in Guyana zum Priester geweiht. 1970 erwarb er einen Master of Arts in Soziologie an der Fordham University und 1979 den Ph.D.-Grad ebenda.
Von 1974 bis 1990 arbeitete er an der Fakultät für Agrarwissenschaften der University of the West Indies in St. Augustine (Trinidad und Tobago). Anschließend war er zunächst bis 1992 als Politikberater für die Wirtschaftskommission für Lateinamerika und die Karibik der Vereinten Nationen tätig, und dann bis 2003 geschäftsführender Direktor des Caribbean Centre for Development Administration, einer Agentur der Karibischen Gemeinschaft.
2005 wurde er zum Botschafter ernannt und vertrat Guyana bei der Europäischen Union, der Europäischen Kommission, Belgien, und der AKP-Gruppe. Zusätzlich war er in Dänemark, Italien, den Niederlanden, Norwegen, Österreich und Zypern akkreditiert und repräsentierte Guyana bei der Welthandelsorganisation, der Ernährungs- und Landwirtschaftsorganisation der Vereinten Nationen (FAO) und dem Internationalen Fonds für landwirtschaftliche Entwicklung (IFAD).
Am 10. Dezember 2014 wurde er vom AKP-Ministerrat zum Generalsekretär für die Amtszeit 2015–2020 gewählt und folgte in dieser Funktion Mohamed Ibn Chambas nach.